# Halyburton (Schiff)
Die USS Halyburton (FFG-40) ist eine Fregatte der United States Navy. Sie gehört der Oliver-Hazard-Perry-Klasse an. Sie wurde benannt nach William D. Halyburton, Jr., der während der Schlacht um Okinawa umkam und posthum für seine Taten die Medal of Honor verliehen bekam.

## Geschichte
FFG-40 wurde 1979 in Auftrag gegeben und 1980 bei Todd Pacific Shipyards auf Kiel gelegt. 1981 lief die Fregatte vom Stapel, 1984 wurde sie in Dienst gestellt.
1985 nahm die Halyburton an der Seite der Iowa an der NATO-Übung Ocean Safari 85 im Atlantik teil, auch 1988 fuhren diese beiden Schiffe für die NATO. 1992 wurde die Fregatte dann als Geleitschutz der John F. Kennedy ins Mittelmeer verlegt. Mit der Gettysburg besuchte die Halyburton vom 9. bis 14. November 1994 zwei Häfen (u. a. Kapstadt) in Südafrika. Dies war der erste Freundschaftsbesuch von US-Schiffen in Südafrika seit Februar 1967. Am 30. November wurde den beiden Schiffen befohlen, am Horn von Afrika der Achille Lauro zu helfen, einem in Brand geratenen Kreuzfahrtschiff.
2005 wurde die Fregatte in der Karibik eingesetzt und konnte während dieser Fahrten zusammen mit ihrem Schwesterschiff USS Boone fast acht Tonnen Kokain beschlagnahmen. 2006 übte die Halyburton U-Jagd mit peruanischen Marineschiffen in der Übung Silent Forces Exercise.
2009 wurde die Halyburton in den Indischen Ozean verlegt. Vor Somalia wurde sie zur Bekämpfung der dortigen Piraterie eingesetzt. Im April bewachte sie während der Geiselnahme des Kapitäns der Maersk Alabama nach dem gescheiterten Angriff auf das Schiff zusammen mit der Bainbridge die Region.
Am 6. September 2014 wurde die Halyburton in Mayport, Florida außer Dienst gestellt.